# Прест, Стив
Стив Прест (англ. Steve Prest, 1966 — 29 мая 2009 года) — английский снукерный тренер и профессиональный игрок в снукер.
Стив Прест играл в мэйн-туре в 1990-е, но затем перестал участвовать в профессиональных матчах и полностью сосредоточился на карьере тренера. Он был менеджером и тренером экс-чемпиона мира по снукеру Шона Мёрфи, а также работал с Нилом Робертсоном и Саймоном Бедфордом. В марте 2009 года Прест помогал Ронни О'Салливану улучшать качество его дальних ударов.
Умер Стив в мае 2009 года в возрасте 43 лет. Его нашли мёртвым в собственном доме.